# NGC 2806
NGC 2806 je zvijezda u zviježđu Raku.

## Vanjske poveznice
- SEDS: NGC 2806